# Vrbovsko
Vrbovsko (serbisch-kyrillisch Врбовско) ist eine Stadt und Gemeinde in der Gespanschaft Primorje-Gorski kotar  in Kroatien.

## Lage und Einwohner
Vrbovsko liegt im Westen Kroatiens nahe der slowenischen Grenze auf einer Höhe von 506 m. Die Gemeinde liegt im grünen Bergland Gorski kotar, im unmittelbaren Einzugsgebiet der Flüsse Dobra und Kamačnik. Das Gemeindegebiet umfasst 65 Ortsteile, von denen drei nicht mehr bewohnt werden.
Laut der Volkszählung im Jahre 2021 hat die Gemeinde 3876 Einwohner. Die Bevölkerung besteht überwiegend aus Kroaten (62,72 %) und zu einem nicht unerheblichen Teil aus der serbischen Minderheit (32,38 %).

## Sehenswürdigkeiten

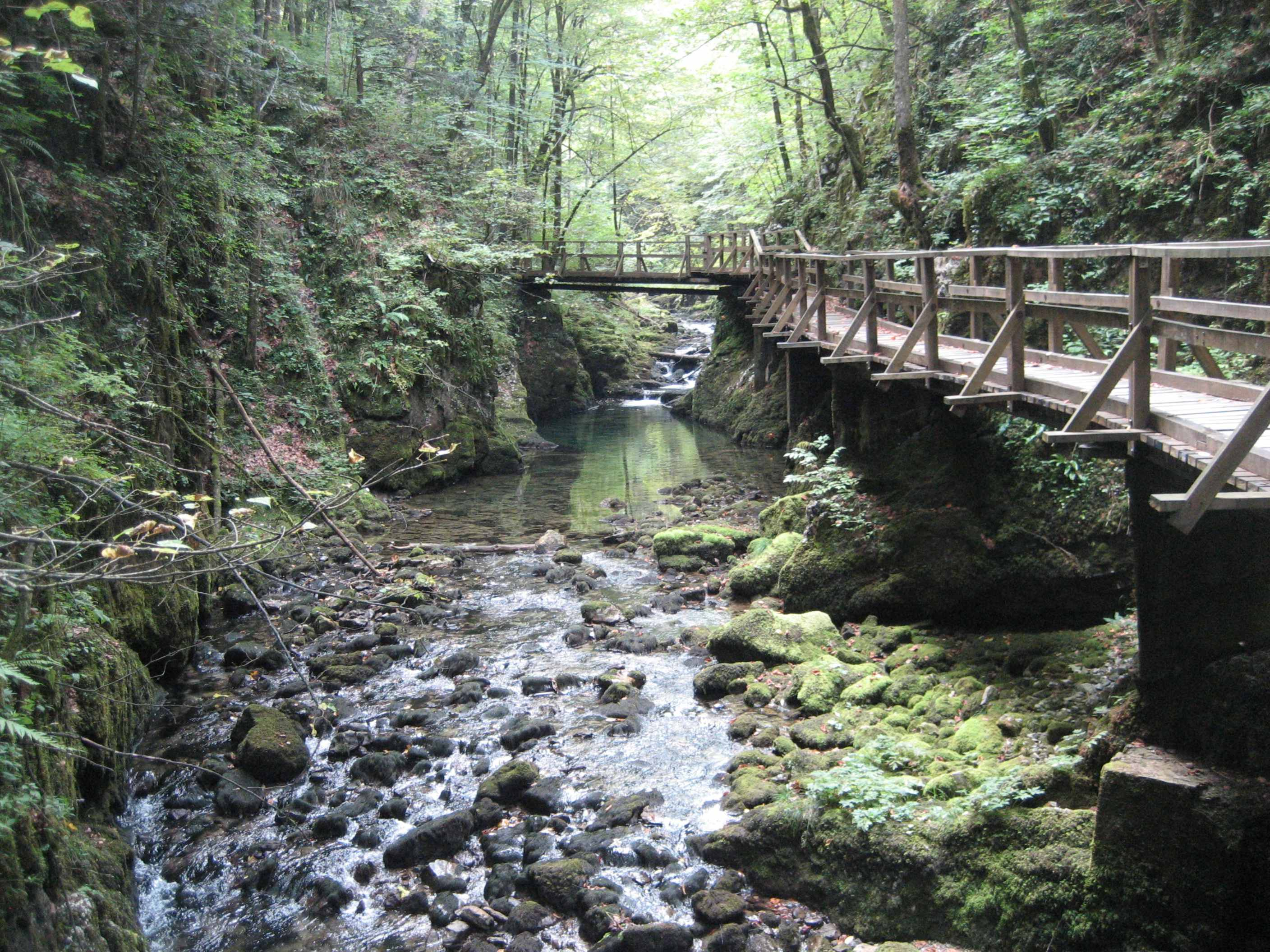
Naturschutzgebiet Kamačnik

Vrbovsko zählt zu den ältesten Ortschaften in der Region Gorski kotar. Die Stadt hat viele Kirchen, darunter ein Kloster. Ebenso bietet die Stadt durch ihre geographische Lage einen guten Zugang zur Natur. Das Naturschutzgebiet Kamačnik ist ein beliebtes Wandergebiet.

## Persönlichkeit
Ivan Goran Kovačić (* 21. März 1913 im Ortsteil Lukovdol; † 13. Juli 1943), Schriftsteller